# Styringomyia moheliana
Styringomyia moheliana är en tvåvingeart som beskrevs av Alexander 1959. Styringomyia moheliana ingår i släktet Styringomyia och familjen småharkrankar.
Artens utbredningsområde är Komorerna. Inga underarter finns listade i Catalogue of Life.